# 생방송 행복발견 오늘
《생방송 행복발견 오늘》은 평일 저녁 5시 30분부터 6시에 KBS대구 1TV로 방송되는 텔레비전 프로그램이다.

## MC
- 김종현 아나운서(남)
- 손지민 아나운서(여)

## 동시간대 경쟁 프로그램
- SBS 오 뉴스
- MBC 이브닝 뉴스 (대구MBC, 안동MBC, 포항MBC)